# クリーンファイターズ山梨
クリーンファイターズ山梨（クリーンファイターズやまなし、英: CLEAN FIGHTERS Yamanashi）は、トップイーストリーグAグループに所属する地域社会人ラグビーユニオンチーム。一般社団法人クリーンファイターズ山梨。リーグワン参入を目指すチームの一つである。

## 歴史
- 1991年 「東京洗染機械製作所ラグビー部」として創部
- 2002年 クラブチーム化され「クリーンファイターズ」に名称変更
- 2019年 一般社団法人クリーンファイターズ山梨が設立され、チーム名も「クリーンファイターズ山梨」に変更

## チームスローガン
- 2025年度「EVOLVE-up」

## タイトル
最上位リーグ
なし
下位リーグ
- トップイーストリーグDiv.2　優勝：2回（2014, 2015）
- 関東社会人リーグ1部　優勝：1回（2011）

## 成績

### リーグ戦戦績
- 1997-1998 関東社会人リーグ2部 Cブロック 3位、関東社会人リーグ1部昇格
- 1998-1999 関東社会人リーグ1部 Bブロック 7位（1勝6敗）、関東社会人リーグ2部降格
- 1999-2000 関東社会人リーグ2部 Aブロック 優勝（7勝）
- 2000-2001 関東社会人リーグ2部 Dブロック 優勝（7勝）
- 2001-2002 関東社会人リーグ2部 Aブロック 優勝（7勝）
- 2002-2003 関東社会人リーグ2部 Aブロック 2位（6勝1敗）
- 2003-2004 関東社会人リーグ2部 Dブロック 優勝（6勝）
- 2004-2005 関東社会人リーグ2部 Dブロック 3位（5勝2敗）
- 2005-2006 関東社会人リーグ2部 Cブロック 優勝（7勝）、関東社会人リーグ1部昇格
- 2006-2007 関東社会人リーグ1部 11位（10敗）、関東社会人リーグ2部降格
- 2007-2008 関東社会人リーグ2部 Bブロック 優勝（7勝）、関東社会人リーグ1部昇格
- 2008-2009 関東社会人リーグ1部 10位（2勝9敗）
- 2009-2010 関東社会人リーグ1部 10位（3勝8敗）、関東社会人リーグ2部降格
- 2010-2011 関東社会人リーグ2部 Cブロック 優勝（7勝）、関東社会人リーグ1部昇格
- 2011-2012 関東社会人リーグ1部 優勝（7勝）、トップイーストリーグDiv.2昇格
- 2012-2013 トップイーストリーグDiv.2 4位（3勝4敗）
- 2013-2014 トップイーストリーグDiv.2 4位（4勝2敗1分）
- 2014-2015 トップイーストリーグDiv.2 優勝（7勝）、順位決定戦の結果、トップイーストリーグDiv.2残留
- 2015-2016 トップイーストリーグDiv.2 優勝（6勝1敗）、順位決定戦の結果、トップイーストリーグDiv.2残留
- 2016-2017 トップイーストリーグDiv.2 3位（4勝3敗）、トップイーストリーグDiv.1昇格[1]
- 2017-2018 トップイーストリーグDiv.1 8位（2勝7敗）
- 2018-2019 トップイーストリーグDiv.1 10位（10敗）、順位決定戦：1位、トップイーストリーグDiv.1残留
- 2019-2020 トップイーストリーグDiv.1 5位（4勝5敗）、リーグ再編に伴いトップイーストリーグAグループへ参入
- 2020-2021 リーグ中止
- 2021-2022 トップイーストリーググループA 5位（8敗）入替戦：敗戦、トップイーストリーグBグループ降格
- 2022-2023 トップイーストリーググループB 5位（1勝7敗）入替戦：勝利、トップイーストリーグBグループ残留
- 2023-2024 トップイーストリーググループB 4位（2勝6敗）入替戦：勝利、トップイーストリーグBグループ残留
- 2024-2025 トップイーストリーググループB 2位（6勝2敗）入替戦：勝利、トップイーストリーグAグループ昇格

## 2025年度スコッド
- 主将　蘆立公宏　川村健斗

| ポジション | 選手名                                       | 出身校                            | プレー歴       |
| ---------- | -------------------------------------------- | --------------------------------- | -------------- |
| PR         | 高坂平                                       | 関東学院大                        |                |
| PR         | 住吉健太                                     | 関東学院大                        |                |
| PR         | 濱内 龍太                                    | 金沢学院大                        |                |
| PR         | 佐藤 孔太郎                                  | 新潟工業高校                      |                |
| PR         | 足立匠                                       | 流通経済大                        | NEC ヤクルト   |
| PR         | 帆苅大河                                     | 立正大                            |                |
| PR         | 佐々木大志                                   | 山梨学院大                        |                |
| PR         | 梁起繁                                       | 摂南大                            |                |
| PR         | ローホクアン                                 | 山梨学院大                        |                |
| HO         | 増田和也                                     | 立正大                            |                |
| HO         | 大森成真                                     | 拓殖大                            |                |
| LO         | ルークポーター                               | オーストラリア カトリック大学     | NEC            |
| LO         | キテ・ファカラウ・エマーマ・タウモエフォラウ | 日本大                            |                |
| LO         | ルーカスボイラン                             | ヴィラノーバ高校(オーストラリア） | 豊田自動織機   |
| FL/No.8    | 樋澤泰二                                     | 東洋大                            | 釜石           |
| FL/No.8    | 森賢哉                                       | 山梨学院大                        | 清水建設       |
| FL/No.8    | 蘆立公宏                                     | 東海大                            |                |
| FL/No.8    | オフェンテモラワ                             | 白鴎大                            |                |
| FL/No.8    | トル・シオシファラベマイマウ                 | 大東文化大                        |                |
| FL/No.8    | コリ澄人                                     | 春日丘高                          | ルリーロ福岡   |
| FL/No.8    | 川本岳彦                                     | 花園大                            | リコージャパン |
| FL/No.8    | 松本雄大                                     | 山梨学院大                        |                |

| ポジション | 選手名                         | 出身校       | プレー歴                     |
| ---------- | ------------------------------ | ------------ | ---------------------------- |
| SH         | 山田啓介                       | ビクトリア大 | NEC                          |
| SH         | 川村健斗                       | 山梨学院大   | 秋田ノーザンブレッツ         |
| SH         | 秋本要                         | 山梨学院大   |                              |
| SH         | 木本真太郎                     | 拓殖大       |                              |
| SO         | 清水晶大                       | 関西学院大   | 神戸製鋼 豊田自動織機        |
| SO         | 金城友輝                       | 山梨学院大   |                              |
| CTB/WTB/FB | 河合航                         | 帝京大       | 豊田自動織機                 |
| CTB/WTB/FB | 佐藤一樹                       | 同志社大     |                              |
| CTB/WTB/FB | キニヴワイ・ベイタタ           | 立正大       |                              |
| CTB/WTB/FB | シオネ・トケ                   | 花園大       |                              |
| CTB/WTB/FB | クリスチャン・ロアマヌ         | 正智深谷高   | 東芝 日本代表16CAP           |
| CTB/WTB/FB | 青山渉                         | 名古屋学院大 |                              |
| CTB/WTB/FB | 木下元太                       | 山梨学院大   |                              |
| CTB/WTB/FB | 具志堅竣祐                     | 山梨学院大   |                              |
| CTB/WTB/FB | 盛田気                         | 大東文化大   | 宗像サニックス 7人制日本代表 |
| CTB/WTB/FB | アイデン・ボイセン             | 白鴎大       |                              |
| CTB/WTB/FB | ウェストブルックアレックス慧南 | 専修大       |                              |
| CTB/WTB/FB | 本山泰地                       | 関西学院大   |                              |
| CTB/WTB/FB | 芦澤涼介                       | 山梨学院高   |                              |

## 過去の所属選手
- 石川安彦
- オツコロカトニ
- シリベヌシ・ナウランギ
- 関本圭汰
- ラトゥイラレプハ
- ファエアマニオペティ
- 岡新之助タフォキタウ